# Museu Europeu d'Art Modern
El Museu Europeu d'Art Modern (MEAM) va obrir les portes al barri de la Ribera de Barcelona, molt a prop del Museu Picasso, convertint-se en el primer museu d'art figuratiu contemporani d'Espanya. El seu director és l'arquitecte, escriptor i editor barceloní José Manuel Infiesta, militant històric de l'antiga agrupació neonazi Cercle Espanyol d'Amics d'Europa (CEDADE). És una iniciativa privada, iniciada per la Fundació de les Arts i els Artistes.

## Edifici
El museu té la seu al Palau Gomis, a la confluència dels carrers Montcada, Princesa i Barra de Ferro, al barri de la Ribera de Barcelona. Aquest edifici del segle xviii, de tres plantes, disposa d'un pati noble amb escalinata de pedra.
L'any 1791, Francesc Gomis va comprar dues cases de la zona i va encarregar a Joan Garrido que li fes una finca a l'estil de l'època. Pocs anys després, amb la invasió de Napoleó i el bloqueig de Barcelona, el Palau va ser confiscat per l'exèrcit francès, convertint-se en el domicili particular del general Josep Lechi. Precisament, el carrer Princesa es va projectar arran de la necessitat d'unir aquest palau amb la Ciutadella. Aquest projecte dividiria el palau en dos, obligant a construir-hi una nova façana, que data de 1855.
A principis del segle xx, s'hi van realitzar diverses modificacions, donant-li un aire més modernista. Després de la Guerra Civil espanyola, va allotjar activitats tant diverses com un prostíbul i una casa de caritat.
A principi del segle xxi, s'hi va rehabilitar la planta principal, per crear un Centre d'Exposicions d'Art Contemporani. Aquest projecte va rebre un Premi FAD el 2002. Tres anys després, la Fundació de les Arts i els Artistes va adquirir la finca.

## Col·lecció

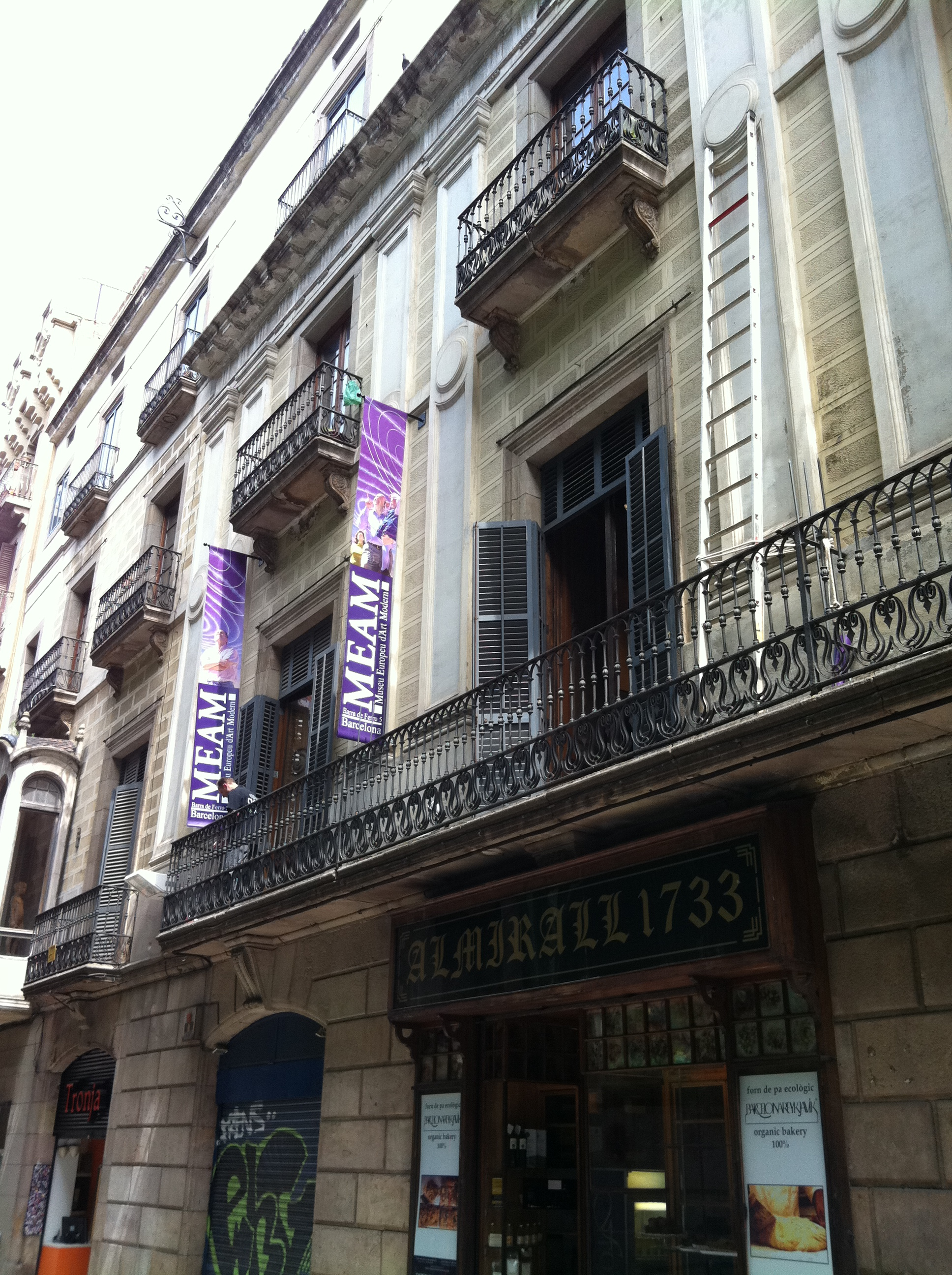
Vista del museu des del carrer de princesa

La col·lecció està formada bàsicament per obres figuratives i realistes del segle xxi. Es preveu exposar unes 200 pintures i unes 40 escultures d'uns 150 artistes vius. La seva presentació es distribueix en tres seccions:
- Escultura moderna del segle XX
- Col·lecció de figures criselefantines i Art Déco
- Pintura figurativa.

Alguns artistes amb presència a la col·lecció del museu són:
- Jordi Diaz Alamà
- José Manuel Belmonte Cortés
- Alessio Bogani
- Pepe Castellanos
- Glauco Capozzoli
- Enrique Collar
- Sam Drukker
- Jorge Egea
- Golucho
- Susanne Hay
- Wenceslao Jiménez Molina
- Fang Lu
- Kike Meana
- Carlos Saura Riaza
- Luciano Ventrone